# Про Патрия (футбольный клуб)
«Про Патрия» — итальянский футбольный клуб из города Бусто-Арсицио, выступающий в Серии С, третьем по силе дивизионе чемпионата Италии. Основан в 1919 году. Домашние матчи проводит на стадионе «Карло Сперони», вмещающем 4200 зрителей. В Серии А «Про Патрия» провела в общей сложности 14 сезонов, последним из которых стал сезон-1955/56. Лучшим достижением клуба в Серии А стало 8-е место в сезоне 1947/48 годов. Клуб единственный раз в истории побеждал в Серии B, выиграв группу A (Север) в сезоне-1946/47.

## Известные игроки
- Карло Анновацци
- Бруно Больки
- Лука Буччи
- Марио Варльен
- Риккардо Коломбо
- // Ладислав Кубала
- Лучано Ре Чеккони
- Томмазо Рокки
- Франческо Руополо
- Стефано Таккони
- Норберт Хеффлинг
- Анджело Убольди (итал. Angelo Uboldi)